# Киселевецька сільська рада
Киселевецька сільська́ ра́да (біл. Кіселявецкі сельсавет) — адміністративно-територіальна одиниця у складі Кобринського району Берестейської області Білорусі. Адміністративний центр — село Киселевці.

## Склад
Населені пункти, що підпорядковувалися сільській раді станом на 2009 рік:
| Населений пункт | Тип  | Населення, осіб (2009) |
| --------------- | ---- | ---------------------- |
| Болота          | село | 417                    |
| Борисово        | село | 432                    |
| Брилево         | село | 185                    |
| Гирськ          | село | 139                    |
| Калюхи          | село | 27                     |
| Киселевці       | село | 518                    |
| Магдалин        | село | 669                    |
| Рибна           | село | 327                    |

## Населення
За переписом населення Білорусі 2009 року чисельність населення сільської ради становила 2714 осіб.

### Національність
Розподіл населення за рідною національністю за даними перепису 2009 року:
| Національність               | Осіб | Відсоток |
| ---------------------------- | ---- | -------- |
| білоруси                     | 2459 | 90,60 %  |
| українці                     | 122  | 4,50 %   |
| росіяни                      | 96   | 3,54 %   |
| цигани                       | 12   | 0,44 %   |
| поляки                       | 9    | 0,33 %   |
| татари                       | 6    | 0,22 %   |
| національність не вказана    | 5    | 0,18 %   |
| дві та більше національності | 2    | 0,07 %   |
| молдовани                    | 1    | 0,04 %   |
| німці                        | 1    | 0,04 %   |
| узбеки                       | 1    | 0,04 %   |
| Разом                        | 2714 | 100 %    |